# Efekt stroboskopowy

Przy oświetleniu światłem migającym odpowiednio często, powstaje złudzenie, że element się nie porusza lub porusza się z inną prędkością (również w przeciwnym kierunku)

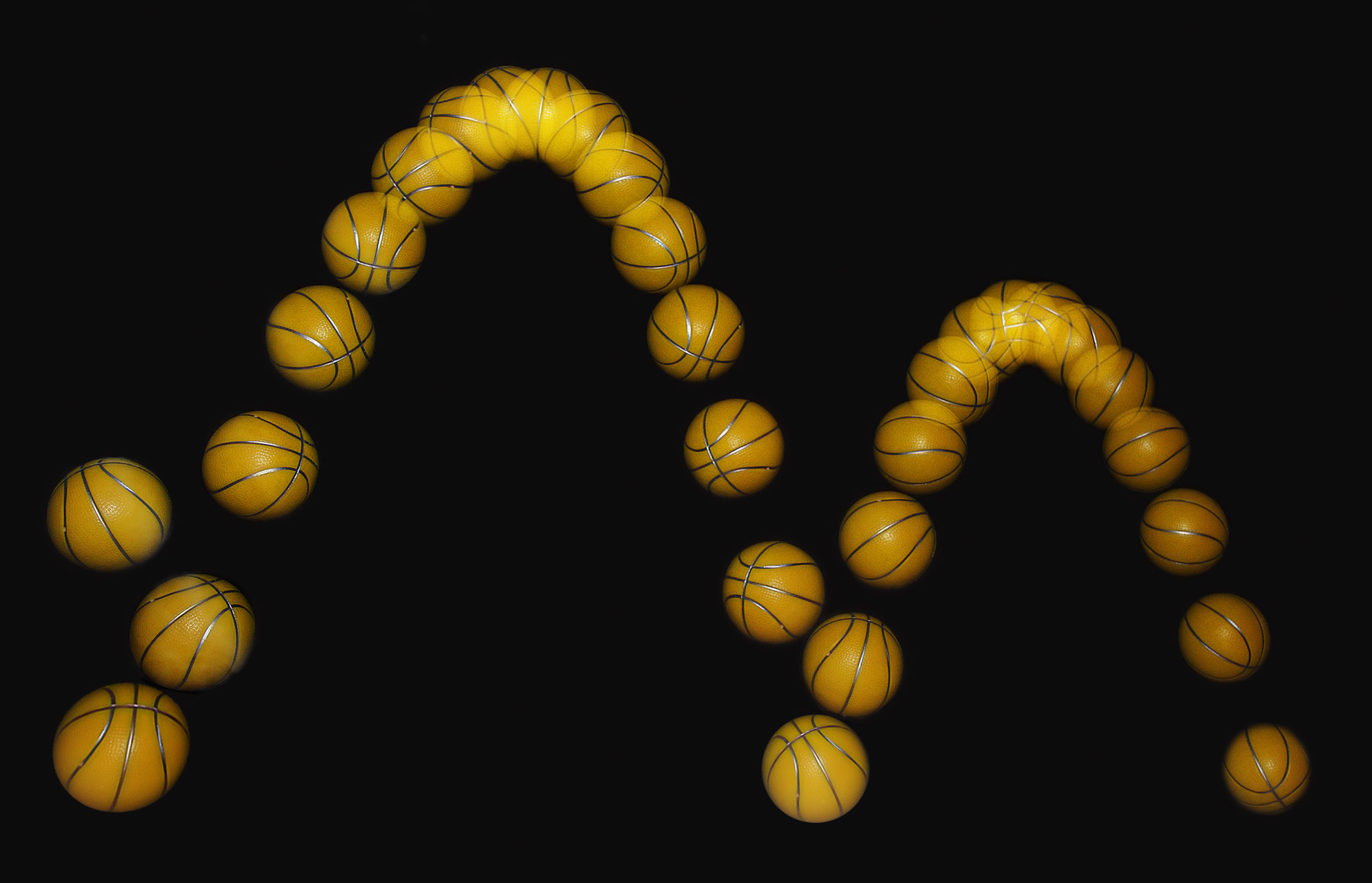
Zdjęcie wykonane za pomocą stroboskopu o częstotliwości 25 błysków na sekundę, ilustrujące odbijającą się piłkę

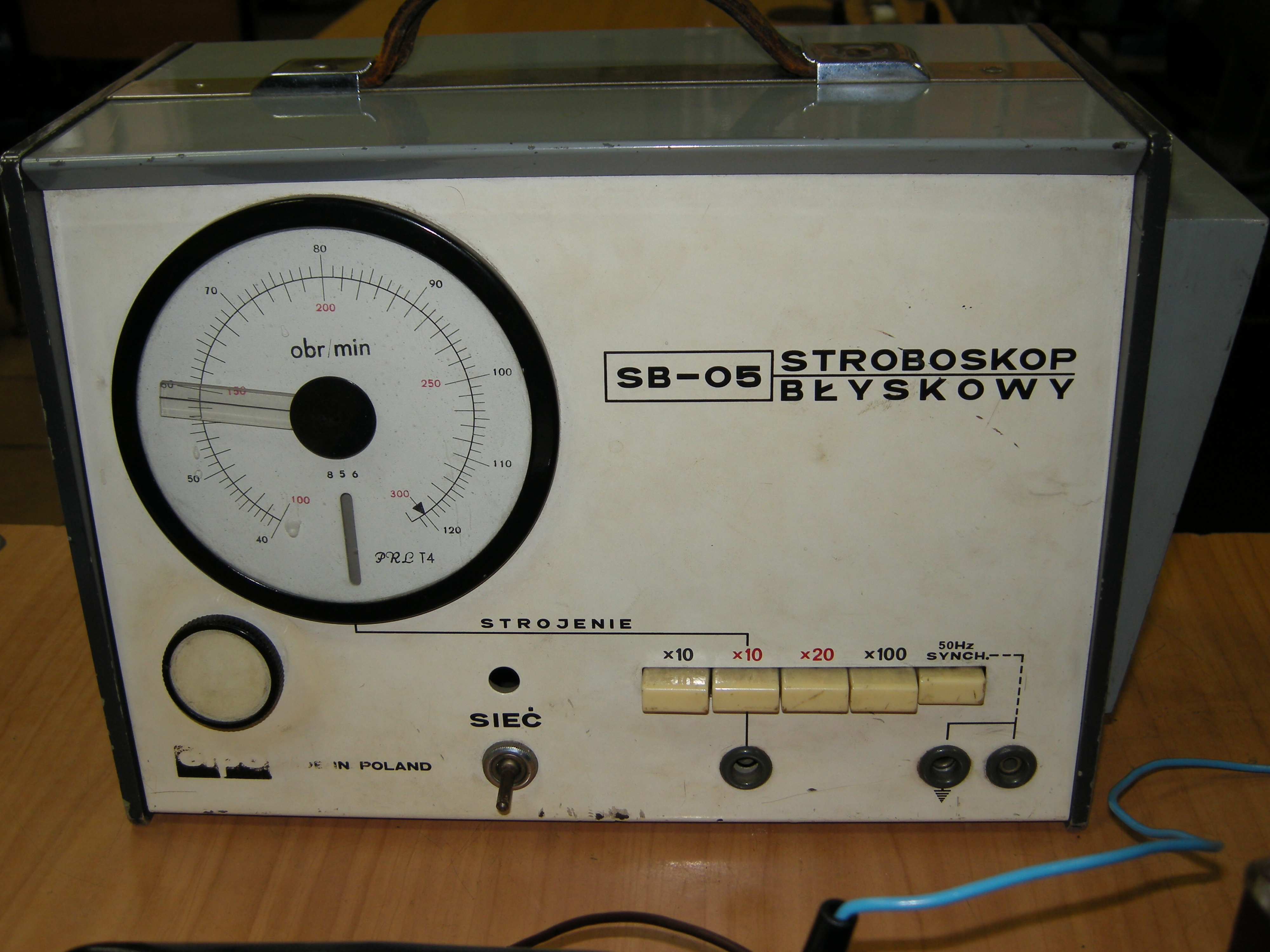
Stroboskop błyskowy

Efekt stroboskopowy występuje, gdy poruszające się ciało oświetlane jest migającym światłem. W przypadku ruchu obrotowego ciała lub ruchu o powtarzającym się wzorze następuje nieprawidłowe wrażenie zwolnienia, pozornego zatrzymania, a nawet odwrócenia kierunku ruchu. Jest wykorzystywany celowo do obserwacji i fotografowania ruchu ciał szybko poruszających się.
Zazwyczaj miganie (szybkie włączanie i wyłączenie) jest odpowiednio synchronizowane, tak aby wykorzystać efekt zwolnienia lub nawet zatrzymania ruchu (zobacz animacja po prawej stronie).
Zsynchronizowane miganie jest wytwarzane przez specjalne lampy zwane stroboskopowymi. Całe urządzenie nazywa się stroboskopem.
Efekt stroboskopowy powstaje na przykład w sytuacji oglądania wirującego wału lub części maszyny napędzanej silnikiem elektrycznym przy świetle ze świetlówki. Gdy świetlówka miga 100 razy podczas 1 sekundy i przedmiot, który oświetlamy również pracuje z taką częstotliwością, wtedy nie zauważymy ruchu.
Efekt stroboskopowy, czyli pozorny bezruch lub nieprawidłowe wrażenie prędkości części wirujących maszyny oświetlanych lampami wyładowczymi, stwarza wysokie ryzyko wypadków.
Wrażenie bezruchu przy migającym świetle jest też często wykorzystywane w teatrze – tworzy efekt skokowego poruszania się np. postaci.
Światło migające tworzące efekt stroboskopowy może być też wytworzone przez specjalny ładunek pirotechniczny, np. warstwy mieszanin wytwarzających mało światła, sprasowane przemiennie z warstwami emitującymi intensywne błyski. Jest on często nazywany mieszaniną stroboskopową.
Stroboskopy są bardzo często spotykanymi elementami oświetlenia dyskotekowego. Najprostszy stroboskop dyskotekowy można wykonać w warunkach domowych, wykorzystując powszechnie dostępne tanie elementy elektroniczne.
Pierwszy stroboskop w 1832 skonstruował matematyk austriacki Simon von Stampfer, aczkolwiek już w 1815 koncepcję takiego urządzenia przedstawił Anglik William Horner. On też w 1834 opisał własny mechanizm związany z efektem stroboskopowym, znany jako "Deadeleum" lub "Zootrope Horner". Również belgijski fizyk Joseph Pleteau w 1839 stworzył podobne narzędzie, nazwane "Phenakistoscope". 